# Samuel Fuller
Samuel Michael Fuller (Worcester, Massachusetts; 12 de agosto de 1912–Hollywood, Los Ángeles; 30 de octubre de 1997) fue un director de cine estadounidense.

## Biografía
Fuller nació en Worcester (Massachusetts), hijo de Benjamin Rabinovitch (un inmigrante judío de Rusia) y Rebecca Baum (una inmigrante judía de Polonia). Antes de su nacimiento, la familia había adoptado el apellido Fuller. A los 12 años, empezó a trabajar en ámbitos cercanos al periodismo como mensajero. A los 17 años, se convirtió en un reportero criminal en Nueva York, trabajando para el New York Graphic. A partir de mediados de los años 1930, empezó a escribir novelas y guiones. Fuller también se convirtió en un escritor fantasma de guiones y en entrevistas posteriores nunca reveló qué guiones escribió anónimamente.
Durante la Segunda Guerra Mundial, Fuller se unió a la infantería del Ejército de los Estados Unidos. Fue asignado al 16th Infantry Regiment, 1.ª División de Infantería. Participó en desembarcos en África, Sicilia y Normandía. También estuvo en Bélgica y Checoslovaquia. Por sus servicios, recibió la Estrella de Bronce, la Estrella de Plata y el Corazón Púrpura. Fuller usó su experiencia militar como material en sus filmes, especialmente en la película de 1980 Uno Rojo, división de choque.

## Trayectoria

### Guionista y Director
Hats Off (1936) fue el primer guion acreditado de Fuller. Decidió tratar de ser director luego de que Robert L. Lippert le hablara para que escribiera tres filmes para su compañía. Fuller aceptó escribirlos si se le permitía dirigirlos sin cargo alguno. Lippert aceptó y Fuller realizó su debut como director en I Shot Jesse James, seguido por Baron of Arizona.
El tercer filme, The Steel Helmet, hizo a Fuller conocido en la industria cinematográfica. Fue una de las primeras películas sobre la guerra de Corea y Fuller se basó en su propia experiencia militar así como en testimonios de los veteranos de la guerra.
A partir de entonces, Fuller fue buscado por los estudios cinematográficos más importantes y firmó un contrato para realizar siete películas con 20th Century Fox. La primera de estas fue Fixed Bayonets!, también basada en la guerra de Corea. El séptimo filme, Tigrero, nunca se filmó y fue el objeto del documental de Mika Kaurismäki Tigrero: A Film That Was Never Made.
En 1952, Fuller filmó Park Row, una historia de periodista. Darryl F. Zanuck, de 20th Century Fox, quería convertir la película en un musical, pero Fuller se opuso a la idea e inició su propia compañía de producción con sus ganancias.
En 1953, dirigió Pickup on South Street. Otros de los filmes que Fuller dirigió durante los años 1950 son House of Bamboo, Forty Guns y China Gate. Luego de abandonar 20th Century Fox, Fuller realizó Yuma, Verboten! y Merrill's Marauders. En 1959, dirigió The Crimson Kimono.
Los trabajos de Fuller durante los años 1950 y los años 1960 siguieron un formato similar: bajo presupuesto y temas controvertidos.
Entre 1967 y 1980, solo Fuller dirigió dos filmes: Shark! y Tatort - Tote Taube in der Beethovenstraße. En 1980, dirigió Uno Rojo, división de choque, la cual fue recibida positivamente por la crítica, aunque no tuvo éxito en la taquilla. En 1982, filmó White Dog, una sombría parábola sobre el racismo que suscitó tanta controversia entre los asustados productores que no hubo manera de distribuirla hasta 1991. Desengañado y asqueado, en 1983 Fuller se mudó a Francia. Posteriormente filmó Les voleurs de la nuit y Street of No Return. En 1990, dirigió su última película, La madonne et le dragon, y, en 1994, escribió su último guion, Girls in Prison.

### Actor
Fuller realizó un cameo en la película de Jean-Luc Godard Pierrot el loco. En The Last Movie de Dennis Hopper, interpretó a un director de cine. En The State of Things de Wim Wenders personificó a un camarógrafo, y en El amigo americano, del mismo director, interpretó a un gánster. También apareció en A Return to Salem's Lot de Larry Cohen. Su último trabajo fue como actor: en 1997 apareció en The End of Violence, del mencionado Wim Wenders.

## Filmografía

### Como director
- The Day of Reckoning (1990, telefilme)
- Les cadavres exquis de Patricia Highsmith (1990, serie de TV, un episodio)
- La madonne et le dragon (1990, telefilme)
- Street of No Return (1989)
- Les voleurs de la nuit (1984)
- White Dog (1982)
- Uno Rojo, división de choque (1980)
- The Deadly Trackers (1973, algunas escenas)
- Tatort - Tote Taube in der Beethovenstraße (1973)
- Shark! (1969)
- The Meanest Men in the West (1967, telefilme)
- The Iron Horse (1966, serie de TV)
- The Naked Kiss (1964)
- Shock Corridor (1963)
- Merrill's Marauders (1962)
- The Dick Powell Show (1961, serie de TV)
- Underworld U.S.A. (1961)
- The Crimson Kimono (1959)
- Verboten! (1959)
- Forty Guns (1957)
- Yuma (1957)
- China Gate (1957)
- House of Bamboo (1955)
- El diablo de las aguas turbias (1954)
- Pickup on South Street (1953)
- Park Row (1952)
- Fixed Bayonets! (1951)
- The Steel Helmet (1951)
- The Baron of Arizona (1950)
- I Shot Jesse James (1949)

### Como guionista
- Girls in Prison (1994, telefilme)
- The Klansman (1974)
- Targets (1968)
- The Cape Town Affair (1967)
- The Meanest Men in the West (1967, telefilme)
- The Command (1954)
- Scandal Sheet (1952)
- The Tanks Are Coming (1951)
- Captain Video and His Video Rangers (1949, serie de TV)
- Shockproof (1949)
- Gangs of the Waterfront (1945)
- Margin for Error (1943)
- Power of the Press (1943)
- Confirm or Deny (1941)
- Bowery Boy (1940)
- Federal Man-Hunt (1938)
- Adventure in Sahara (1938)
- Gangs of New York (1938)
- It Happened in Hollywood (1937)
- Hats Off (1936)

### Como actor
- The End of Violence (1997)
- Milim (1996)
- Somebody to Love (1994)
- Tigrero: A Film That Was Never Made (1994)
- Golem, le jardin pétrifié' (1993)
- Golem, l'esprit de l’exil (1992)
- La Vie de bohème (1992)
- Sons (1989)
- Madonne et le dragon (1990, telefilme)
- David Lansky (1989, serie de TV)
- Helsinki Napoli All Night Long (1987)
- A Return to Salem's Lot (1987)
- Slapstick of Another Kind (1984)
- La sangre de otros (1984)
- Les Voleurs de la nuit (1984)
- White Dog (1982)
- El estado de las cosas (1982)
- Hammett (1982)
- 1941 (1979)
- Scott Joplin  (1977)
- El amigo americano (1977)
- The Young Nurses (1973)
- The Last Movie (1971)
- Brigitte et Brigitte (1966)
- Pierrot el loco (1965)
- House of Bamboo (1955)

## Premios y distinciones
Festival Internacional de Cine de Venecia
| Año  | Categoría      | Película         | Resultado |
| ---- | -------------- | ---------------- | --------- |
| 1953 | León de Bronce | Manos peligrosas | Ganador   |